# Sandisk

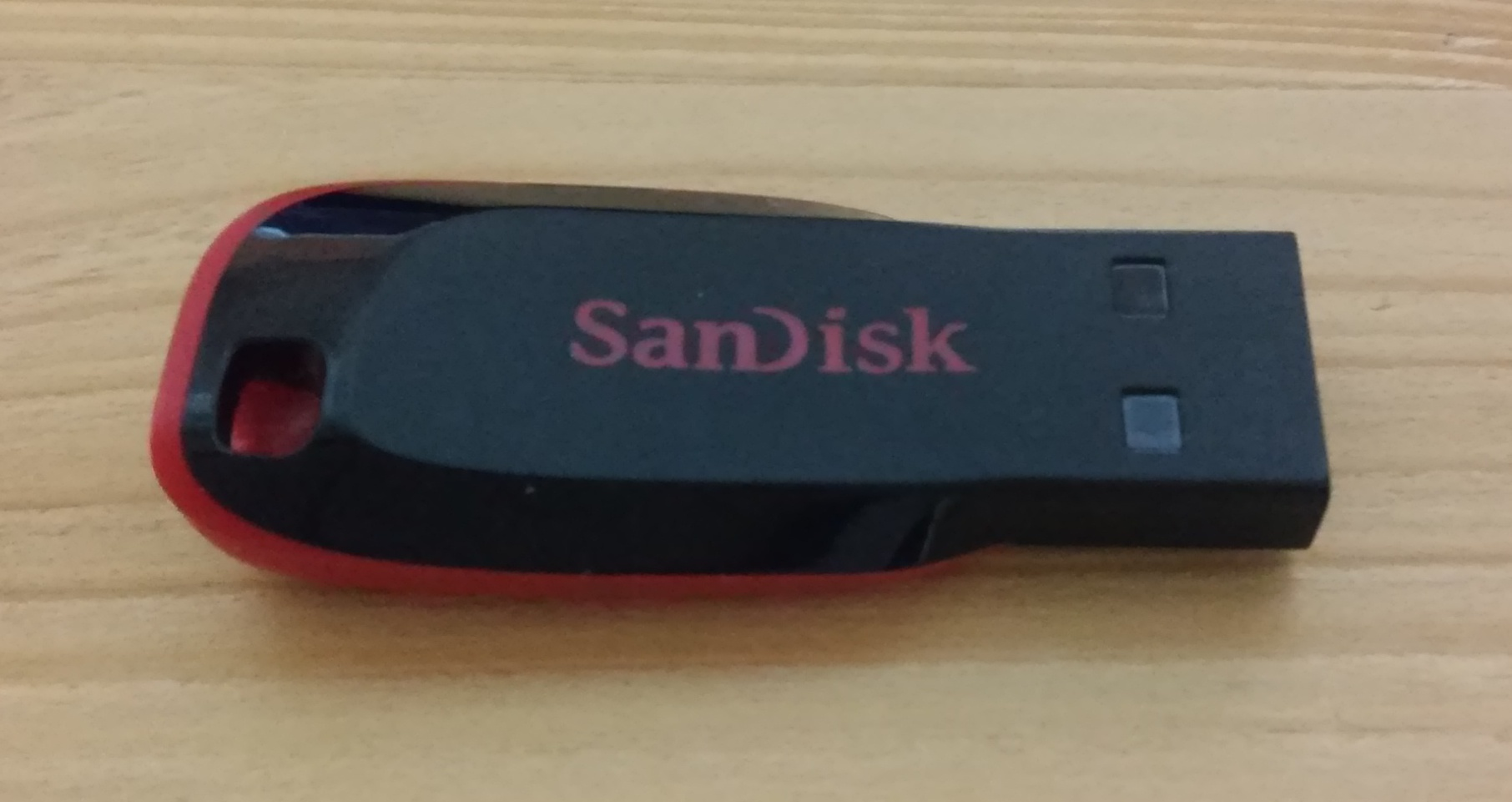
SanDisk USB

Sandisk Corporation (Nasdaq: SNDK), av företaget skrivet SanDisk, är ett amerikanskt företag som konstruerar och tillverkar flashminneskort. Sandisk grundades 1988 av Dr Eli Harari och Sanjay Mehrotra, teknikexperter inom icke-flyktigt datorminne. Sandisk blev ett publikt bolag på Nasdaq i november 1995. I december 2009 var börsvärdet 6 500 000 000 dollar. De tillverkar många olika typer av flash-minnen, inklusive olika minneskort och en serie av USB-enheter. Sedan 2016 ägs Sandisk av Western Digital.